# 洛達鎮區 (伊利諾伊州易洛魁縣)
洛達鎮區（英語：Loda Township）是位於美國伊利諾伊州易洛魁縣的一個行政鎮區。

## 地方資料
根據2010年美國人口普查的數據，洛達鎮區的面積為101.10平方千米，當中陸地面積為100.40平方千米，而水域面積為0.70平方千米。當地共有人口1412人，而人口密度為每平方千米13.97人。